# 譚美琼
譚美琼（1980年11月8日—），籍贯廣東新會双水，香港的女配音員，2000年代任職自由身配音員。

## 背景
以優異成績畢業於演藝傳意課程，並獲楊羅觀翠博士獎學金。擅長一人多角聲演，亦經常參與話劇演出。

## 大碟
- 經動童心福音故事集 - 真証傳播出版

## 配音作品

### 動畫/電視劇
- 幽靈公主(幽靈公主DVD版本)(宮崎峻系列) 飾演 嘉美、姍姍
- 百變狸貓DVD版本(宮崎峻系列) 飾演 嘉玲
- 週末糖黐豆The Weekenders (迪士尼動畫) 飾演 蝶絲
- Fillmore (迪士尼動畫) 飾演 嘉倫
- Sabrina, Sabrinal I 飾演 田芬妮
- Sabrina Feature 飾演 寶妮
- 勇者傳說/勇者物語 (Asia Video DVD版本) 飾演 卡斯
- 獅子王3
- Teacher's Pet
- 101斑點狗2
- 貓之報恩(宮崎峻系列)　飾演　小雪
- Polly World 飾演 貝絲、香妮
- 高飛狗故事、高飛狗故事2
- Barbie之十二公主 飾演 愛迪蓮公主
- Barbie夢境之旅
- 小馬樂園 (迪士尼動畫)
- 鬼太郎(Animax)
- A Kind of Magic(迪士尼動畫)飾演 湯美
- Tinker Bell奇妙仙子1&2 飾演 露絲娜
- Jewelpet寶石寵物(TVB版本) 飾演 朝崗南
- 霹靂MIT(TVBJ2版本)
- 小馬寶莉：友情就是魔法(DVD版本) 飾演 雲寶

### 電影
- 哈利波特—消失的密室 飾演 愛哭鬼麥朵
- 哈利波特－阿玆卡班的逃犯
- 十面埋伏
- 千機變2
- 狗狗震Scooby-Doo
- 狗狗震多震Scooby-Doo 2
- 飛天小女警The Powerpuff Girls
- 哈利波特—火盃的考驗 飾演 愛哭鬼麥朵
- 小孩不笨2 (DVD版本) 飾演 晶晶、四眼妹、醫生、銀行職員、士多老闆娘
- 吾妻16歲My Little Bride
- 幪面超人響鬼 ~響鬼與七人之戰鬼 飾演 一惠、姬
- 穿越時空的少女
- 哈利波特—鳳凰會的密令
- 森林反恐隊
- 大象阿鈍救細界
- 大耳仔走天涯
- 走佬芝娃娃Beverly Hills Chihuahua
- 寶貝狗太空歷險Space Buddies 飾演 比利/污卒卒
- 哈利波特─混血皇子的背叛
- 麥兜響噹噹
- 愛麗絲夢遊仙境

### 廣告/短片旁白
- Skinfill Medical 宣傳片
- Wiom奶粉 廣告
- Blu Spa 系列 廣告
- 大排檔即沖活力豆漿
- 慈康農圃點點綠 廣告
- 綠之聖猴頭菇湯包系列 廣告
- Easy Channel系列 廣告
- EG Memory好多謝安琪演唱會 廣告
- TF Gym健體健身中心 告
- Dr Pro系列 廣告
- Dr Reborn系列 廣告
- 美麗人生美容瘦身工作坊系列 廣告
- 泰國人海南雞 宣傳片
- 板之燒日式放題館 宣傳片
- 香港旅遊協會昂平篇 宣傳片
- 第二十二屆香港國際旅遊展 宣傳片
- E.nopi Math 英軒教育中心 企業介紹片
- 佐敦381商場招租 宣傳片
- 康和農產品系列 廣告
- 創意洋服 廣告
- 野果時代 無患子 廣告
- BioSlim鄺文珣天橋篇 廣告
- 自然健身氣功會 介紹片
- 德勝再生穴位電療中心 廣告
- 糊塗戲班舞台劇離留記宣傳片
- 天使美容中心 宣傳片
- 集蘭堂工展會 宣傳片
- 潘高壽工展會 宣傳片
- 歐家全工展會 宣傳片
- 梭坤敬工展會 宣傳片
- 御軒工展會 宣傳片
- 珠江橋牌工展會 宣傳片
- 保秀麗工展會 宣傳片
- 古龍牌食品工展會
- 南島牌咖啡工展會
- 勝景遊越南 宣傳片
- 勝景遊不丹 宣傳片
- Q房網 廣告
- Fitboxx.com 廣告
- 美的電器冷氣機 及 滑輪動力電飯煲 廣告
- 社會福利處 叮叮樂卡牌遊戲 教學片
- Dr I Kids 智超小博士教育中心 宣傳片
- EVI Service Limited 企業宣傳片
- ICAC全城傳誠標語標句創作比賽 宣傳片
- UMB專生美醫學集團 企業介紹
- 西貢崇真天主教學校小學部 介紹片
- 中英劇團手機流動應用程式 介紹片
- 宜居顧問服務有限公司 油麗邨 企業片
- 新鴻基地產 商場親客大使選舉2018 宣傳片
- 翹翠峰 介紹片
- Itach 多媒體電子版宣傳短片 宣傳片
- AVVA 愛娃珍品私護凝膠 宣傳片
- Enopi 國際英文教育機構 宣傳片

### 廣播劇
- 獅子山下(香港電台)
- 幸福在東鐵上(香港電台) 聲演 幸福精靈

## 舞台劇
- 2001年 六個尋找作者的角色（堅道明愛演藝傳意） 飾演 小男孩
- 2001年 大刀王五（劇場空間） 飾演 女僕
- 2001及2002年 袁崇煥之死（首演/重演及學生專場）（致群劇社） 飾演 幼年堂侄/佘家子孫/學生
- 2003年 五指戰隊（優樂場） 飾演 尾指
- 2005年 做好狗狗（優樂場） 飾演 艾雲芬
- 2010年 斜路黃花（致群劇社） 飾演 小紅母、小販
- 2010年 防疫禁區（影話戲） 飾演 血管人葉維妮
- 2011年戰火梨園（致群劇社） 飾演 小娟
- 2011年 斜路黃花星級重演 (致群劇社)  飾演 小紅母、小販
- 2012年 風聲 (劇場空間)  飾演 龍川芳子、二姨太
- 2013年 舞步青雲 (劇場空間)  負責 錄像設計、音樂總監助理
- 2014年 棋廿三（上海，粵語演出）（現代戲劇谷、空間劇場），負責錄像製作[2]
- 2015年 布拉格1968 (劇場空間)  任職 錄像設計
- 2016年 細鳳1959 (劇場空間)  任職 錄像設計
- 2016年 莎士对比亞 (新光戲院)  任職 助理舞台監督
- 2016年 喜靈洲修女之帶著矛盾去葡京 (劇場空間)  任職 字幕控制員
- 2017年 雙城紀失 (劇場空間)  任職 助理舞台監督
- 2018年 主席萬歲 (劇場空間)  飾演 蝦哥助手、村民、導遊 及 任職 助理舞台監督
- 2018年 主席萬歲萬萬歲 (劇場空間)  飾演 攝影師、臨時演員 及 任職 助理舞台監督
- 2019年 熱鬥獅子球(劇場空間) 任職 助理舞台監督
- 2019年 2019的回望：五四百年戲劇的四個關鍵詞(致群劇社)上海屋簷下 飾演 葆珍、施小寶、茶館 飾演 王小花

## 外部連結
YouTube Channel 老娘有聲台 （页面存档备份，存于）